# Süd (Francfort-sur-le-Main)

L'arrondissement (en rouge) au sein de la ville de Francfort-sur-le-Main

Les subdivisions de l'arrondissement

Pour les articles homonymes, voir Sud (homonymie).
Süd ou, en forme longue, Frankfurt-Süd est un arrondissement de Francfort-sur-le-Main.